# Columbia Egyetem
A Columbia Egyetem (angolul Columbia University, hivatalos nevén Columbia University in the City of New York) egy privát kutatóegyetem New Yorkban. Az 1754-ben King's College néven a manhattani Trinity Church területén alapították, és ez a legrégebbi felsőoktatási intézmény New Yorkban, valamint az ötödik legrégebbi intézmény az Egyesült Államokban. A Columbia tagja az Ivy League-nek.
A Columbia hallgatói, oktatói és alkalmazottak között volt az Amerikai Egyesült Államok 7 alapító atyja, 4 amerikai elnök, 34 külföldi állam- vagy kormányfő, 2 ENSZ főtitkár, az Egyesült Államok Legfelsőbb Bíróságának 10 bírája, 103 Nobel-díjas, 125 Nemzeti Tudományos Akadémia tagja, 53 élő milliárdos, 23 olimpiai érmes, 33 Oscar- és 125 Pulitzer-díjas volt.

## Nobel-díjasai

### Fizikai
- Robert A. Millikan (1923)
- Isidor Isaac Rabi (1944)
- Julian S. Schwinger (1965)
- Leon N. Cooper (1972)
- James Rainwater (1975)
- Arno Allan Penzias (1978)
- Val L. Fitch (1980)
- Leon Max Lederman (1988)
- Melvin Schwartz (1988)
- Norman F. Ramsey (1989)
- Martin Lewis Perl (1995)

### Kémiai
- Irving Langmuir (1932)
- John H. Northrop (1946)
- William H. Stein (1972)
- Roald Hoffmann (1981)
- Herbert Hauptman (1985)
- William S. Knowles (2001)

### Orvosi és fiziológiai
- Dickinson W. Richards (1956)
- Louis J. Ignarro (1998)
- Edward C. Kendall (1950)
- Baruj Benacerraf (1980)
- Konrad E. Bloch (1964)
- Baruch S. Blumberg (1976)
- Joshua Lederberg (1958)
- Konrad Lorenz (1973)
- Hermann J. Muller (1946)
- Harold E. Varmus (1989)
- George Wald (1967)

### Közgazdasági
- Simon S. Kuznets (1971)
- Kenneth Arrow (1972)
- Milton Friedman (1976)
- Robert Fogel (1993)
- William S. Vickrey (1996)
- Robert C. Merton (1997)
- Joseph Eugene Stiglitz (2001)

### Béke
- Nicholas Murray Butler (1931)

## A tantestület ismertebb tagjai
- Alfred Aho – számítógéptudomány professzor, az "A" az AWK programozási nyelvben.
- John Dewey – filozófia professzor, pszichológus
- Dwight D. Eisenhower – az Egyesült Államok 34. elnöke
- Miloš Forman – filmrendező, Száll a kakukk fészkére, Amadeus, The People vs. Larry Flynt
- Erich Fromm – ismert pszichológus
- Richard Hofstadter – ismert történész
- Konrad Lorenz – pszichológia professzor, Nobel-díjas (Orvosi, 1973)

### Fizikusok
- Horst Stormer – alkalmazott fizika professzor, (Fizikai Nobel-díj 1999)
- Samuel C. C. Ting – (Fizikai Nobel-díj 1976)
- Charles H. Townes – a mézer kifejlesztője, (Fizikai Nobel-díj 1964)
- Chien-Shiung Wu – fizika professzor, az Amerikai Fizikai Társulat első női elnöke.
- Jang Csen-ning – fizika professzor, (Fizikai Nobel-díj 1957)
- Polykarp Kusch – fizika professzor, (Fizikai Nobel-díj 1955)
- Tsung Dao Lee – fizika professzor, (Fizikai Nobel-díj 1957)
- Brian Greene – matematika és fizika professzor, a húrelmélet kutatója, ismeretterjesztő
- Enrico Fermi Manhattan-projekt tag, a Fermilab névadója, (Fizikai Nobel-díj)

## Tagság
Az egyetem az alábbi szervezeteknek a tagja:
- Ivy League
- Digitális Könyvtárak Szövetsége
- LIGO Tudományos Együttműködés
- Confederation of Open Access Repositories
- National Consortium for Teaching about Asia
- Consortium of Social Science Associations
- New York Genome Center
- Dryad
- arXiv
- The Research Collections And Preservation Consortium
- Association of American Universities
- Amerikai Főiskolák és Egyetemek Szövetsége
- Amerikai Oktatási Tanács
- Nemzeti Bölcsészettudományi Szövetség
- Higher Education Leadership Initiative for Open Scholarship
- Információhálózati Koalíció
- Kutatókönyvtárak Központja
- Scholarly Publishing and Academic Resources Coalition
- Council on Governmental Relations

## Leányszervezetek
Az egyetem alá az alábbi szervezetek tartoznak:
- Columbia University Irving Medical Center
- Columbia University School of Professional Studies
- Society of Fellows in the Humanities, Columbia University
- Council for Research in the Social Sciences, Columbia University
- Center for Study of Law and Culture, Columbia University
- Goddard Institute for Space Studies
- Brown Institute for Media Innovation
- Lamont–Doherty Earth Observatory
- Barnard College
- Columbia University Press
- Columbia University's Center for Science and Society
- School of International and Public Affairs, Columbia University
- Columbia Graduate School of Arts and Sciences
- Columbia Graduate School of Architecture, Planning and Preservation
- Columbia University Graduate School of Journalism
- Fu Foundation School of Engineering and Applied Science

## Ingatlanok és szervezetek
Az egyetem alá az alábbi ingatlanoknak és szervezeteknek a tulajdonosa:
- fathom.com
- Hal Robertson Field at Phillip Satow Stadium
- Robert K. Kraft Field at Lawrence A. Wien Stadium
- WKCR-FM
- Portrait of a foreign admiral
- Arden
- Lamont–Doherty Earth Observatory